# Malta op het Eurovisiesongfestival 2024

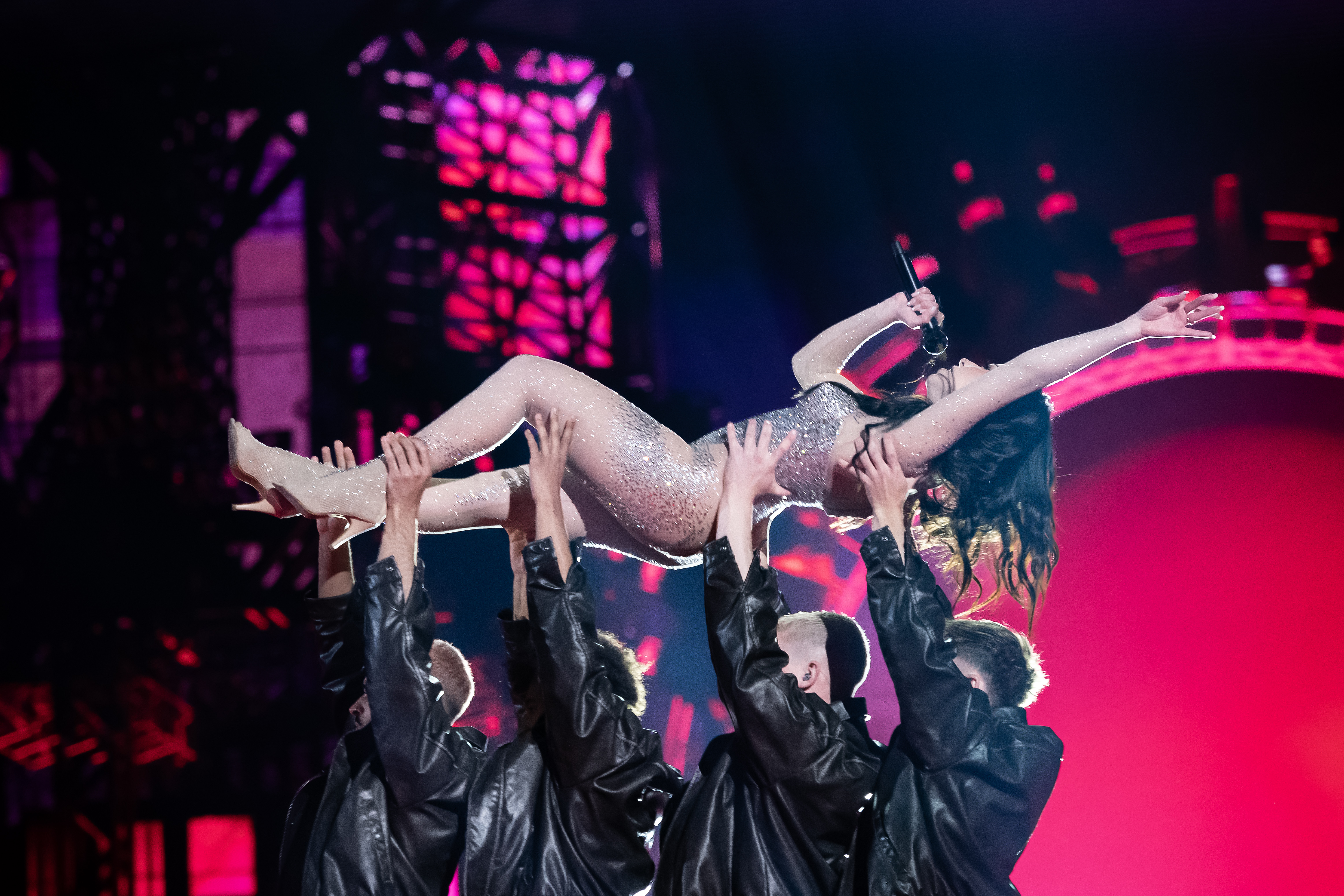
Sarah Bonnici tijdens de repetities in Malmö.

Malta nam deel aan het Eurovisiesongfestival 2024 in Malmö, in Zweden. Het was de 36ste deelname van het land aan het Eurovisiesongfestival. De PBS was verantwoordelijk voor de Maltese bijdrage voor de editie van 2024.

## Selectieprocedure

### Malta Eurovision Song Contest
Net als in 2023 wordt de Maltese inzending gekozen via de nationale preselectie, Malta Eurovision Song Contest. MESC werd tussen 2011 en 2018, en in 2022 ook al als selectiemethode gebruikt. 36 kandidaten deden mee aan de nationale finale, met een zelfgeschreven nummer of een nummer uit het MESC Music Exchance Camp. Daaruit werd door een combinatie van jury's en televote uiteindelijk 12 finalisten gekozen. 
De finale vond plaats op 3 februari 2024 in de hoofdstad Valetta. De winnaar werd gekozen uit een formaat van 7/9 punten gegeven door jury's, en 2/9 punten gegeven door het Maltese publiek. Sarah Bonnici won de jury voting overtuigend met 79 punten, en strandde op de tweede plaats bij het Maltese publiek. Dit zorgde ervoor dat ze voldoende punten behaalde om Malta te vertegenwoordigen in Zweden. 

## Malmö
Sarah Bonnici opende de tweede halve finale op 9 mei 2024. Sarah behaalde te weinig stemmen om zich te  kwalificeren voor de grote finale. 
1971 · 1972 · 1973-1974 · 1975 · 1976-1990 · 1991 · 1992 · 1993 · 1994 · 1995 · 1996 · 1997 · 1998 · 1999 · 2000 · 2001 · 2002 · 2003 · 2004 · 2005 · 2006 · 2007 · 2008 · 2009 · 2010 · 2011 · 2012 · 2013 · 2014 · 2015 · 2016 · 2017 · 2018 · 2019 · 2020 · 2021 · 2022 · 2023 · 2024 · 2025
Albanië · Armenië · Australië · Azerbeidzjan · België · Cyprus · Denemarken · Duitsland · Estland · Finland · Frankrijk · Georgië · Griekenland · Ierland · IJsland · Israël · Italië · Kroatië · Letland · Litouwen · Luxemburg · Malta · Moldavië · Nederland · Noorwegen · Oekraïne · Oostenrijk · Polen · Portugal · San Marino · Servië · Slovenië · Spanje · Tsjechië · Verenigd Koninkrijk · Zweden · Zwitserland